# Arnas
Arnas és un municipi francès situat al departament del Roine i a la regió d'Alvèrnia-Roine-Alps. L'any 2007 tenia 3.212 habitants.

## Demografia

### Població
El 2007 la població de fet d'Arnas era de 3.212 persones. Hi havia 1.244 famílies de les quals 276 eren unipersonals (88 homes vivint sols i 188 dones vivint soles), 388 parelles sense fills, 484 parelles amb fills i 96 famílies monoparentals amb fills.
La població ha evolucionat segons el següent gràfic:
Habitants censats

### Habitatges
El 2007 hi havia 1.317 habitatges, 1.251 eren l'habitatge principal de la família, 15 eren segones residències i 51 estaven desocupats. 988 eren cases i 329 eren apartaments. Dels 1.251 habitatges principals, 921 estaven ocupats pels seus propietaris, 302 estaven llogats i ocupats pels llogaters i 28 estaven cedits a títol gratuït; 4 tenien una cambra, 39 en tenien dues, 174 en tenien tres, 389 en tenien quatre i 645 en tenien cinc o més. 973 habitatges disposaven pel capbaix d'una plaça de pàrquing. A 529 habitatges hi havia un automòbil i a 645 n'hi havia dos o més.

### Piràmide de població
La piràmide de població per edats i sexe el 2009 era:
| Homes | Edats   | Dones |
| ----- | ------- | ----- |
| 4     | 95 o +  | 0     |
| 0     | 90 a 94 | 4     |
| 0     | 85 a 89 | 20    |
| 12    | 80 a 84 | 0     |
| 20    | 75 a 79 | 52    |
| 44    | 70 a 74 | 44    |
| 64    | 65 a 69 | 68    |
| 92    | 60 a 64 | 76    |
| 80    | 55 a 59 | 108   |
| 140   | 50 a 54 | 144   |
| 148   | 45 a 49 | 168   |
| 112   | 40 a 44 | 140   |
| 120   | 35 a 39 | 112   |
| 92    | 30 a 34 | 88    |
| 96    | 25 a 29 | 68    |
| 116   | 20 a 24 | 72    |
| 140   | 15 a 19 | 124   |
| 104   | 10 a 14 | 108   |
| 88    | 5 a 9   | 100   |
| 64    | 0 a 4   | 72    |

## Economia
El 2007 la població en edat de treballar era de 2.101 persones, 1.565 eren actives i 536 eren inactives. De les 1.565 persones actives 1.463 estaven ocupades (773 homes i 690 dones) i 102 estaven aturades (42 homes i 60 dones). De les 536 persones inactives 196 estaven jubilades, 190 estaven estudiant i 150 estaven classificades com a «altres inactius».

### Ingressos
El 2009 a Arnas hi havia 1.269 unitats fiscals que integraven 3.364,5 persones, la mediana anual d'ingressos fiscals per persona era de 19.658 €.

### Activitats econòmiques
Dels 336 establiments que hi havia el 2007, 5 eren d'empreses extractives, 4 d'empreses alimentàries, 6 d'empreses de fabricació de material elèctric, 1 d'una empresa de fabricació d'elements pel transport, 40 d'empreses de fabricació d'altres productes industrials, 46 d'empreses de construcció, 71 d'empreses de comerç i reparació d'automòbils, 24 d'empreses de transport, 11 d'empreses d'hostatgeria i restauració, 2 d'empreses d'informació i comunicació, 17 d'empreses financeres, 9 d'empreses immobiliàries, 34 d'empreses de serveis, 56 d'entitats de l'administració pública i 10 d'empreses classificades com a «altres activitats de serveis».
Dels 65 establiments de servei als particulars que hi havia el 2009, 1 era una funerària, 15 tallers de reparació d'automòbils i de material agrícola, 1 taller d'inspecció tècnica de vehicles, 5 paletes, 8 guixaires pintors, 8 fusteries, 5 lampisteries, 7 electricistes, 1 empresa de construcció, 2 perruqueries, 1 veterinari, 7 restaurants, 2 agències immobiliàries i 2 salons de bellesa.
Dels 7 establiments comercials que hi havia el 2009, 1 era una gran superfície de material de bricolatge, 2 fleques, 1 una carnisseria, 1 una llibreria i 2 floristeries.
L'any 2000 a Arnas hi havia 43 explotacions agrícoles que ocupaven un total de 986 hectàrees.

## Equipaments sanitaris i escolars
El 2009 hi havia 1 hospital de tractaments de curta durada, 1 psiquiàtric, 1 centre d'urgències, 1 maternitat i 1 farmàcia.
El 2009 hi havia 2 escoles maternals i 1 escola elemental.

## Poblacions més properes
El següent diagrama mostra les poblacions més properes.